# 건담 F91 (건담 시리즈)
| 건담 F91        |                                                                                         |
| 형식번호        | F91                                                                                     |
| 소속            | 지구 연방군                                                                             |
| 제작            | 해군전략연구소 (S.N.R.I.)                                                               |
| 생산형태        | 프로토타입 다목적 모빌 슈트                                                             |
| 전고            | 15.2m                                                                                   |
| 본체 중량       | 7.2t                                                                                    |
| 전비 중량       | 19.9t                                                                                   |
| 제너레이터 출력 | 4250 kW                                                                                 |
| 스러스터 추력   | 로켓 스러스터: 4 x 15530 kg 버니어: 6 x 4380 kg                                         |
| 장갑 재질       | 건다리움 합금 / 세라믹 컴포짓                                                           |
| 고정 무장       | 두부 발칸 x2 흉부 메가 머신 캐논 x2 빔 사벨 x2 베스바(V.S.B.R.) x2 빔 쉴드 예비 빔 쉴드 |
| 옵션 무장       | 빔 라이플 빔 런쳐                                                                       |
| 주 탑승자       | 시북 아노 해리슨 마딘                                                                   |

건담 F91은 지구연방군 산하 사나리(SNRI, 해군전략연구소)에서 개발된 전형적인 우주세기 후기 형태의 소형 모빌슈츠이다.

## 배경 설명
F91은 F90 시리즈로부터 얻어낸 데이터를 바탕으로 제작된 MS이지만, 그 성능은 여타 F90 바리에이션에 비해 대폭 파워 업 된 모습을 보이고 있다. 많은 수의 F90 바리에이션 중에서도 F90V 타입의 베스바 (V.S.B.R)무장 부분과 F90N 타입의 미션 팩, 바이오 컴퓨터 부분에서 많은 영향을 받았으며 실제로 극중에서도 그에 관련된 부분이 집중적으로 언급되기도 했다. 또한, 장갑 안에 여러 복합 소재 등을 첨가할 수 있는 멀티플 컨스트럭션 아머 (MCA) 구조로 되어있기 때문에, 모빌슈츠는 물론 F90 시리즈나 크로스본 뱅가드의 MS들과도 설계와 구조 근본이 다르다. 이 MCA 장갑의 적용으로 인해 본 MS는 기체의 강도를 유지하면서도 기체 내부의 불필요한 낭비를 줄일 수 있었다. 여기에 신형 열핵 반응로, I필드 제네레이터 등의 최신 기술이 집약되어 있어서 작은 크기에도 월등한 성능을 보여주었다. F91은 파일럿의 기량에 기체의 가동성 및 운동성이 따라가지 못하는 경우에 리미트가 해제되면서, 스펙상의 수치를 능가하는 최대 가동모드를 보여준다. 이때 갑작스런 반응에 따른 기체 관절 마모및 바이오 컴퓨터의 오버 히트를 방지하기 위한 강제 냉각을 위해 두부의 페이스 가드와 양 어깨의 방열판 등의 부분이 외부로 전개되며, 이와 동시에 금속 박리 효과 (MEPE, MEtal Peel-off Effect)가 일어난다. 이 과정에서 금속 입자들은 기체가 움직이는 방향으로 마치 분신한 것 같은 현상이 보이게 된다. (MCA 장갑 자체에 각종 모빌 슈츠용 전자 기기를 내장한 장갑 구조, 역습의 샤아에 등장하는 뉴건담과 사자비에 도입된 '사이코 프레임' 으로부터 발전한 형태라고 볼 수 있다.)

## 극중 활약
- 극장판 애니메이션 [기동전사 건담 F91] 에서는 크로스본 뱅가드의 습격을 받은 주인공 시북 일행이 피신해 있던 스페이스 아크 내부에 격납되어 있었지만 바이오 컴퓨터 배선 관련 문제로 인해 실 기동을 되지 못하고 있던 상태였다. 시북 일행 중 한 명인 시북의 여동생 리즈가 어머니로부터 배운 실뜨개질을 힌트로 F91의 바이오 컴퓨터 가동이 가능해지자 스페이스 아크 내의 크루에서는 같은 가족으로서 많은 것을 알고 있을 것을 기대하여 파일럿 라이선스를 보유한 바 있는 시북에게 F91을 맡긴다. 이후 크로스본 뱅가드와의 몇 차례 교전에서 큰 활약을 이뤘고, 마지막 결전에선 '철가면' 카롯조 로나의 유선 비트 장착 모빌 아머 '라프레시아'를 상대로 '질량을 가진 분신' 을 이용하여 승리한 뒤 F91 기체도 크게 파괴되었다.

## 바리에이션
- 미션 팩 - F91에도 몇몇 호환 하드 포인트를 이용하여 전기종인 F90의 미션팩 파츠 일부를 사용할 수 있다. F91 전용 미션 팩도 존재한다.

- 백 캐논 장비형 - 베스바가 완성되지 못했을 경우를 대비한 중장비형 무장 타입으로 베스바를 대신해 4연장 빔 개틀링건과 대함 미사일 런쳐 2기를 조합한 웨폰 유닛 2기를 백팩에 장착한다. 백 캐논 장비 무장은 베스바보다 무겁기 때문에 어깨 부분에 추가 슬러스터가 장착되어 있다.

- 트윈 베스바 타입 - 등 뒤에 개량형 베스바 2기를 장착한 타입이다. 개량형 베스바는 G 캐논 베스바 타입과 비슷해 보이지만 출력은 강화되었다. 또한 XM-07G 비기나 제라와 같은 베스바 보조 스러스터가 내장되어 있어 추진력 또한 향상되어 있다.

- 양산형 F91 - 코믹스 '기동전사 크로스본 건담'에 등장하는 지구 연방의 양산형 모빌 슈츠. 양산형답게 전체적인 스펙이 하향 및 안정화되었다. 동시에 오리지널 F91에서의 방열판 전개 및 금속박리 효과는 기체 개량으로 사라졌다.

- 해리슨 마틴 전용 F91

## 같이 보기
- 건담 시리즈에 등장하는 병기 일람표